# Zawadzkie (gromada 1969–1972)
Zawadzkie – dawna gromada, czyli najmniejsza jednostka podziału terytorialnego Polskiej Rzeczypospolitej Ludowej w latach 1954–1972.
Gromady, z gromadzkimi radami narodowymi (GRN) jako organami władzy najniższego stopnia na wsi, funkcjonowały od reformy reorganizującej administrację wiejską przeprowadzonej jesienią 1954 do momentu ich zniesienia z dniem 1 stycznia 1973, tym samym wypierając organizację gminną w latach 1954–1972.
Gromadę Zawadzkie z siedzibą GRN w mieście Zawadzkiem (nie wchodzącym w skład gromady) utworzono 1 stycznia 1969 w powiecie strzeleckim w woj. opolskim z obszarów zniesionych gromad Kielcza (bez wsi Borowiany) i Żędowice w tymże powiecie.
Gromada przetrwała do końca 1972 roku, czyli do kolejnej reformy gminnej. 1 stycznia 1973 w powiecie strzeleckim reaktywowano zniesioną w 1954 roku gminę Zawadzkie, początkowo odrębną od miasta Zawadzkie, a 1 lutego 1992 przekształconą w gminę miejsko-wiejską